# 올림픽 아랍에미리트 선수단
아랍에미리트는 1984년 로스앤젤레스 올림픽에 처음 참가한 이래 하계 올림픽의 매 대회에 출전하고 있다. 동계 올림픽 대회에는 참가하고 있지 않다.
1979년 아랍에미리트 국가 올림픽 위원회가 수립되었으며 이듬해 1980년 국제올림픽위원회가 이를 승인하였다. 2004년 아테네 올림픽에서 첫 메달이자 금메달을 획득하였으며, 2016년 리우데자네이루 올림픽에서 동메달 하나를 추가하였다.

## 메달 기록

### 하계 올림픽
| 대회                  | 선수      | 금메달 | 은메달 | 동메 | 총합 | 순위 |
| 1984년 로스앤젤레스   | 7         | 0      | 0      | 0    | 0    | –    |
| 1988년 서울           | 12        | 0      | 0      | 0    | 0    | –    |
| 1992년 바르셀로나     | 13        | 0      | 0      | 0    | 0    | –    |
| 1996년 애틀랜타       | 4         | 0      | 0      | 0    | 0    | –    |
| 2000년 시드니         | 4         | 0      | 1      | 0    | 1    | 64   |
| 2004년 아테네         | 4         | 1      | 0      | 0    | 1    | 54   |
| 2008년 베이징         | 8         | 0      | 0      | 0    | 0    | –    |
| 2012년 런던           | 26        | 0      | 0      | 0    | 0    | –    |
| 2016년 리우데자네이루 | 13        | 0      | 0      | 1    | 1    | 78   |
| 2020년 도쿄           | 5         | 0      | 0      | 0    | 0    | –    |
| 2024년 파리           | 개최 예정 |        |        |      |      |      |
| 2028년 로스앤젤레스   | 개최 예정 |        |        |      |      |      |
| 2032년 브리즈번       | 개최 예정 |        |        |      |      |      |
| 총합                  | 총합      | 1      | 0      | 1    | 2    | 109  |

### 종목별 메달 집계
| 종목       | 금 | 은 | 동 | 합계 |
| ---------- | -- | -- | -- | ---- |
| 유도       | 0  | 0  | 1  | 1    |
| 합계 (1개) | 0  | 0  | 1  | 1    |

## 역대 메달리스트
| 메달   | 이름               | 대회                  | 종목 | 세부종목      |
| ------ | ------------------ | --------------------- | ---- | ------------- |
| 금메달 | 아흐메드 알 마크툼 | 2004년 아테네         | 사격 | 남자 더블트랩 |
| 동메달 | 세르지우 토마      | 2016년 리우데자네이루 | 유도 | 남자 81kg     |

## 같이 보기
- 아랍에미리트의 올림픽 기수 목록
- 패럴림픽 아랍에미리트 선수단
- 아시안 게임 아랍에미리트 선수단